# She Who Dwells in the Secret Place of the Most High Shall Abide Under the Shadow of the Almighty
She Who Dwells in the Secret Place of the Most High Shall Abide Under the Shadow of the Almighty is een dubbelalbum uit 2003 van Sinéad O'Connor .
Het album bestaat uit twee cd's. De eerste cd bevat een verzameling nummers die O'Connor heeft opgenomen als B-kantjes, voor soundtrackalbums of in samenwerking met andere artiesten. Het bevat lezingen van traditionele Latijnse liturgische hymnes, samenwerkingen met Massive Attack, Asian Dub Foundation, Adrian Sherwood en Roger Eno, en covers van liedjes van ABBA, The B-52's en Aretha Franklin. De tweede cd bevat opnamen van een liveconcert dat in 2002 werd gegeven in Dublin.
De titel van het album is gebaseerd op Psalm 91, vers 1. Dezelfde psalm gaf aan O'Connors eerste album, The Lion and the Cobra, haar naam.

## Tracklijst

### Cd 1
1. "Regina Caeli" (traditioneel) – 1:03
2. "O Filii et Filiæ" (traditioneel) – 3:14
3. "My Love I Bring" (Pablo Moses) – 3:55
4. "Do Right Woman, Do Right Man" (Chips Moman, Dan Penn) – 3:55
5. "Love Hurts" (Boudleaux Bryant) – 4:03
6. "Ain't It A Shame" (Keith Strickland, Cindy Wilson, Ricky Wilson) – 4:31
7. "Chiquitita " (Benny Andersson, Björn Ulvaeus) – 3:50
8. "Brigidine Diana" (O'Connor) – 4:14
9. "It's All Good" (Damien Dempsey) – 5:09
10. "Love Is Ours" (O'Connor, Neil Davidge, Robert Del Naja) – 4:45
11. "A Hundred Thousand Angels" (Andrew Blissett, Lucinda Mary Drayton) – 3:20
12. "You Put Your Arms Around Me" (O'Connor, Rick Nowels) – 4:59
13. "Emma's Song" (MacDonald, O'Connor, Adrian Sherwood) – 4:22
14. "No Matter How Hard I Try" (O'Connor, David A. Stewart, Brian Eno) – 4:24
15. "Dense Water, Deeper Down" (O'Connor) – 3:34
16. "This Is A Rebel Song" (O'Connor) – 3:49
17. "1.000 Mirrors" (Aniruddha Das, John Pandit, Steve Chandra Savale, Delbert Tailor) – 4:53
18. "Big Bunch of Junkie Lies" (O'Connor) – 4:03
19. "Song of Jerusalem" (traditioneel) – 5:52

### Disc two
1. "Molly Malone" (trad.) – 3:56
2. "Óro, Sé do Bheatha 'Bhaile" (trad.) – 3:07
3. "The Singing Bird" (trad.) – 4:25
4. "My Lagan Love" (trad.) – 5:12
5. "I Am Stretched on Your Grave" (Philip King) – 4:43
6. "Nothing Compares 2 U" (Prince) – 5:40
7. "John, I Love You" (O'Connor) – 5:30
8. "The Moorlough Shore" (trad.) – 5:41
9. "You Made Me the Thief of Your Heart" (Bono, Gavin Friday, Morris Roycroft) – 4:38
10. "Paddy's Lament" (trad.) – 5:36
11. "Thank You for Hearing Me" (O'Connor) – 5:12
12. "Fire on Babylon" (O'Connor) – 7:32
13. "The Last Day of Our Acquaintance" (O'Connor) – 5:58